# Tamara Henderson
Tamara Henderson, född 1982 i Sackville i New Brunswick i Kanada,  är en kanadensisk video- och installationskonstnär. 
Tamara Henderson utbildade sig på Nova Scotia College of Art and Design i Halifax i Kanada, vid  Staatliche Hochschule für Bildende Künste (Städelschule) i Frankfurt am Main för Simon Starling och på Kungliga Konsthögskolan i Stockholm med examen 2012.
Hon deltog i dOCUMENTA (13) i Kassel 2012. Hon har haft separatutställningar på bland annat Kunstverien Nürnberg i Nürnberg i Tyskland 2013. Hon nominerades till det kanadensiska Sobey Art Award 2013.
Hon är verksam i Vancouver i Kanada och i Stockholm i Sverige.
| ”                   | Hendersons antropomorfa, möbellika skulpturer och de korthuggna dikterna i hennes skrifter liknar readymades som tagits från det freudianska undermedvetna. Hennes filmer och skulpturer ger explicita referenser till psykoanalys ... Konstnärens användning av filmatiskt ljud och hennes icke-lineära ansats vid klippning ger hennes filmer en tydligt drömlik karaktär. | „ |
| – Josefine Wikström | |   |